# Aspalathus compacta
Aspalathus compacta är en ärtväxtart som beskrevs av Rolf Martin Theodor Dahlgren. Aspalathus compacta ingår i släktet Aspalathus och familjen ärtväxter. Inga underarter finns listade i Catalogue of Life.